# Saguinus tripartitus
Il tamarino dal mantello dorato (Saguinus tripartitus Milne-Edwards, 1878) è un primate platirrino della famiglia dei Callitricidi.
Vive nella foresta pluviale di Perù ed Ecuador.
Veniva un tempo considerato una sottospecie di Saguinus fuscicollis (S. fuscicollis tripartitus) col quale è simpatrico in alcune aree (in particolare con la sottospecie lagonotus).
Deve il nome scientifico alla particolare colorazione: la testa è nera, le spalle e le zampe anteriori sono arancioni e il ventre ed il quarto posteriore sono di color bruno-olivaceo, con sfumature grigiastre sulle zampe posteriori ed arancio sulla parte posteriore delle cosce. Il muso è ricoperto di pelo bianco, mentre la lunga coda è arancio nella parte inferiore, bruna in quella superiore e si scurisce fino a diventare nera nell'ultimo terzo. La zona perioculare, le sopracciglia, le orecchie e le zampe sono nude e nerastre.